# Scalford
Scalford – wieś w Anglii, w hrabstwie Leicestershire, w dystrykcie Melton. Leży 27 km na północny wschód od miasta Leicester i 154 km na północ od Londynu.